# 須田年生
須田 年生（すだ としお）は、日本の医学者。北京协和医学院（北京連合医科大学）名誉教授（特聘教授）ならびに中国の国家血液健康重点研究所の常勤研究者。熊本大学 国際先端医学研究機構（IRCMS）前機構長。医学博士（自治医科大学、1985年）。日本・中国を代表する幹細胞生物学者の一人として知られる。川崎協同病院事件で殺人罪が確定（最高裁）した須田セツ子の実兄。

## 概要
サウスカロライナ医科大学留学時、小川真紀雄教授指導のもと幹細胞分化の確率モデルを提唱し、成長因子から独立した幹細胞分化を示す古典的な研究として評価を得た。 もともと血液内科の臨床医であったが、この留学後にフランスで行われた研究発表会への参加を経て、造血幹細胞の研究医になることを決めた。 その後、造血幹細胞ニッチを同定し、酸化ストレスと幹細胞老化の新しい学問領域を拓いて、幹細胞生物学の発展に大きく貢献した。
また、日本血液学会の理事などを歴任し、学会欧文誌''International Journal of Hematology''の編集長も務めた。
2024年4月1日には、中国の国家血液健康重点研究所に常勤で着任し、同5月に北京协和医学院（北京連合医科大学）の名誉教授（特聘教授）に任命されたと血液病医院血液学研究所が発表した。現在、天津市の海河英才事業に協力して中国科学の発展に努めている。
2024年8月21日には、中国の血液内科病院血液研究所より「领军科学家（一流科学者）」の称号を授与された。さらに9月の中华医学会では実験血液学の研究範囲や論文の投稿方法などについて講演し、中国血液学雑誌の質の高い発展に寄与した。

## 主な論文
代表論文として次のものを含む。
- Nakamura Y, Arai F, Iwasaki H, Hosokawa K, Kobayashi I, Gomei Y, Matsumoto Y, Yoshihara H, Suda T: Isolation and characterization of endosteal niche cell populations that regulate hematopoietic stem cells. Blood 116:1422-32, 2010.
- Takubo K, Goda N, Yamada W, Iriuchishima H, Ikeda E, Kubota Y, Shima H, Johnson RS, Hirao A, Suematsu M, Suda T: Regulation of the HIF-1alpha level is essential for hematopoietic stem cells. Cell Stem Cell 7: 391-402, 2010
- Yoshihara H, Arai F, Hosokawa K, Hagiwara T, Takubo K, Nakamura Y, Gomei Y, Iwasaki H, Matsuoka S, Miyazaki H, Takahashi T, Suda T: Thrombopoietin/Mpl signaling regulates hematopoietic stem cell quiescence and interaction with the osteoblastic niche. Cell Stem Cell 1:685-97, 2007
- Ito K, Hirao A, Arai F, Matsuoka S, Takubo K, Nakagata N, Ikeda Y, Tak W. Mak, Suda T: Regulation of oxidative stress by ATM is required for self-renewal of haematopoietic stem cells. Nature 431: 997-1002, 2004
- Arai F, Hirao A, Ohmura M, Sato H, Matsuoka S, Takubo K, Ito K, Koh GY, Suda T: Tie2/Angiopoietin-1 signaling regulates hematopoietic stem cell quiescence in the bone marrow niche. Cell 118: 149-161, 2004
- Suda T, Suda J, Ogawa M: Disparate differentiation in mouse hemopoietic colonies derived from paired progenitors. Proc Natl Acad Sci USA 81: 2520-2524, 1984

## 略歴
- 1974年 横浜市立大学医学部医学科卒業[13]
- 1974年 神奈川県立こども医療センター小児科 レジデント[13]
- 1978年 自治医科大学血液医学研究施設造血発生部門 助手[13]
- 1982年 サウスカロライナ医科大学 リサーチアソシエイト[13]
- 1984年 自治医科大学血液医学研究施設造血発生部門 講師[13]
- 1985年 自治医科大学 医学博士　論文の題は「単離血液幹細胞に由来する混合コロニーの多様性 」[14]。
- 1992年 熊本大学医学部遺伝発生医学研究施設 教授[13]
- 2000年 熊本大学発生医学研究センター センター長・教授[13]
- 2002年 慶應義塾大学医学部 坂口光洋記念講座 発生・分化生物学教室 教授[13]
- 2005年 慶應義塾大学総合医科学研究センター所長
- 2015年 熊本大学 国際先端医学研究機構（IRCMS） 機構長
- 2024年 中国、血液与健康全国重点实验室（Toshio Suda课题组）教授
- 2024年 北京协和医学院（北京連合医科大学） 特聘教授

## 受賞
- 1990年  ベルツ賞2等賞 「血液幹細胞の純化とその機能の解析」[13]
- 2004年  ベルツ賞2等賞 「ニッチにおける静止期造血幹細胞の制御」[13]
- 2020年  米国血液学会 E. Donnall Thomas Prize[15]
- 2024年  中国血液内科病院血液研究所 领军科学家